# Stasina spinosa
Stasina spinosa är en spindelart som beskrevs av Simon 1897. Stasina spinosa ingår i släktet Stasina och familjen jättekrabbspindlar. Inga underarter finns listade i Catalogue of Life.